# Robert Luhr
Robert Emanuel Luhr, född 4 april 1836 i Västerås, död 29 maj 1929 i Zürich, var en svensk apotekare och kommunalpolitiker.
Robert Luhr var son till slottsinspektören Axel Gabriel Luhr. Efter studier vid Västerås högre allmänna läroverk 1851-1852 blev han lärling vid apoteket Bävern i Västerås och fortsatte sedan som lärling i Strängnäs, Jönköping och Stockholm. 1854 avlade Luhr farmakologie studentexamen och 1859 apotekarexamen. Han arbetade 1859-1860 vid Apoteket Morianen i Stockholm, 1860-1863 vid Apoteket Gripen i Sundsvall och 1863 vid hovapoteket Lejonet i Stockholm. 1863-1868 innehade Luhr apoteket i Trosa och därefter apoteket Vasen på Djurgården 1868-1877. Han var samtidigt vice ordförande i Farmaceutiska föreningen 1873-1875, ledamot av styrelsen för Apotekarnes mineralvattensaktiebolag 1874-1876 och direktör för apotekarsocietén 1875-1877. 1877 övertog Luhr istället apoteket Hjorten i Göteborg. I Göteborg var han 1878-1893 ledamot av folkskolestyrelsen, 1878-1893 ledamot av brandstodskommittén för Städernas allmänna brandstodsbolag, 1886-1929 ledamot av gatu- och vägförvaltningen, 1889-1893 av byggnadskommittén för bandanstalten vid Majorna och ledamot av stadsfullmäktige 1889-1929. Luhr var även ordförande i styrelsen för Renströmska badanstalten i Majorna 1892-1929 och ordförande i styrelsen för apotekarekårens livränte- och pensionskassa 1894-1929. Han avled av en hjärtattack under en semesterresa i Schweiz.